# Часовня Радичей
Часовня Радичей (серб. Капела Радић) — часовня на Православном кладбище города Суботицы (АК Воеводина, Сербия). Памятник культуры Сербии.
Построена по инициативе Марии, вдовы Тимофея Радича, как семейная гробница Радичей в 1868 году. Проект новой часовни был разработан в духе классицизма архитектором Титусом Мачковичем. Освящена в честь Сошествия Святого Духа на апостолов.
С запада расположен прямоугольный притвор, с востока — небольшая полукруглая апсида. Основное пространство в плане квадратное. Притвор отделён от наоса двумя самостоятельными колоннами и двумя пилястрами на северной и южной стене. В притворе на южной стене размещена мраморная доска с информацией о строителях и дате постройки. На северной стене некогда располагался витраж с ликом святого Николая, а на южной — святого Иоанна. Предположительно, они были сделаны фирмой Tiroler Glassmolerei из Инсбрука в 1909 году. До наших дней не сохранились.